# Protaetia tropida
Protaetia tropida är en skalbaggsart som beskrevs av Ma 1993. Protaetia tropida ingår i släktet Protaetia och familjen Cetoniidae. Inga underarter finns listade i Catalogue of Life.